# Ligne d'Ossès - Saint-Martin-d'Arrossa à Saint-Étienne-de-Baïgorry
La ligne d'Ossès - Saint-Martin-d'Arrossa à Saint-Étienne-de-Baïgorry est une ligne ferroviaire française à écartement standard à voie unique, embranchement de la ligne de Bayonne à Saint-Jean-Pied-de-Port, située intégralement dans le département des Pyrénées-Atlantiques.
Cette courte antenne est mise en service en 1898 par la Compagnie des chemins de fer du Midi et du Canal latéral à la Garonne (Midi), elle est fermée au service des voyageurs en 1950 par la Société nationale des chemins de fer français (SNCF).
Elle porte le numéro 661 000 dans la nomenclature du réseau ferré national.

## Histoire

### Origine
À la fin des années 1870, le ministre des Travaux publics Charles de Freycinet, qui désire désenclaver les régions mal desservies, fait réaliser des enquêtes pour préparer un plan de réalisation de chemins de fer. En août 1878 le conseil général du département est amené à prendre position sur le projet d'une ligne de « Bayonne à Saint-Jean-Pied-de-Port » auquel le préfet ajoute la possibilité d'ajouter un court embranchement d'Ossès aux Aldudes. Ce projet est accepté par un vœu pour l'ouverture d'une voie ferrée intitulée « de Bayonne à Saint-Jean-Pied-de-Port avec un embranchement d'Ossès aux Aldudes ». Les échanges entre les conseillers ont mis en avant l'intérêt d'ajouter cette courte antenne du fait qu'elle pouvait, outre la desserte locale, devenir le premier maillon d'une ligne internationale vers Pampelune en Espagne,.
Plus tard, lors de l'ouverture des chantiers une étude a rapidement mené à l'abandon de ce projet de prolongement vers l'Espagne, du fait d'un coût trop important pour une ligne qui aurait eu un profil difficile, car il fallait monter à 890 mètres d'altitude au col d'Urquiaga et ensuite passer en tunnel sous le massif du Quinto Real pour rejoindre la vallée du rio Arga et le préfet souligne que l'argument qui a convaincu le ministre et le parlement est que la création de la ligne permettrait de réactiver la production des mines de Baïgorry.
Le gouvernement retient l'embranchement, il est intégré sous l'intitulé « de Bayonne à Saint-Jean-Pied-de-Port, avec embranchement d'Ossès à Saint-Étienne-de-Baïgorry » dans le « plan Freycinet » où ce chemin de fer est classé par la loi du 17 juillet 1879 en no 181 des lignes du réseau des chemins de fer d'intérêt général,. L'embranchement est inclus dans l'avant-projet, approuvé par une décision ministérielle du 20 décembre 1879, précise que cette branche de la ligne principale se détache à Ossès pour remonter la vallée de la Nive des Aldudes jusqu'à Saint-Étienne-de-Baïgorry. Cette courte antenne avec sa ligne principale sont déclarées d'utilité publique par une loi du 28 juillet 1881,.
Une décision ministérielle de 1882 a précisé que l'unique station sera placée à Saint-Étienne-de-Baïgorry. Les chantiers concernant cet embranchement sont regroupés dans un seul lot (le no 6 de l'ensemble de ligne), en avril 1883 le projet est en cours de préparation.

### Ligne de la compagnie du Midi
La ligne d'Ossès - Saint-Martin-d'Arrossa à Saint-Étienne-de-Baïgorry est mise en service le 26 juin 1898.
La création de la halte de Borciriette, entre la gare de Saint-Étienne-de-Baïgorry et la halte d'Eyhéralde, a lieu en 1933.
La Compagnie électrifie la ligne en 1931 avec des caténaires 1 500 V alimentées par une sous-station, équipée de deux commutatrices de 750 KW, créée à Ossès.

### Ligne de la SNCF
La ligne est fermée au service des voyageurs en 1950 par le programme de coordination.
Le trafic marchandises perdure, en 2013 Réseau ferré de France envisage la fermeture de la section située entre les pk 243,345 et 247,355, sur la commune de Saint-Étienne-de-Baïgorry, du fait qu'il a constaté qu'il n'y a plus de circulations sur cette section depuis 1997. La fermeture officielle de cette section longue de 4,010 km intervient le 6 février 2014.

## Caractéristiques

### Tracé
Globalement, cette courte ligne suit le cours de la Nive des Aldudes, avec un profil en plan peu favorable dans sa première partie, où la voie suit les méandres du cours d'eau par une suite de courbes et contre-courbes de 300 mètres de rayon minimum. Le profil en long présente une rampe maximale de 9‰ ou 9.6‰.
L'antenne se débranche de la ligne principale dans la gare d'Ossès, qu'elle quitte par une large courbe à droite en parallèle avec la ligne principale, jusqu'au passage à niveau de la route départementale 948. Ensuite, elle s'éloigne sur la droite pour pénétrer dans le tunnel de Saint-Martin-d'Arrossa. À sa sortie, elle franchit une première fois la Nive des Aldudes par un pont en fer, avant de pénétrer dans le tunnel de Berranco. Après avoir suivi la rive droite du cours d'eau, elle le franchit deux fois dans l'un de ses méandres, au lieu-dit Legarre. Elle reprend la remontée de la vallée en parallèle avec les légers méandres de la rivière, traverse le tunnel de Hauscaraycoborda, franchit de nouveau la Nive des Aldudes, avant d'en suivre la rive gauche pour traverser la route d'accès à la carrière de Rechorenborda.
Après une longue courbe à gauche, elle franchit le passage à niveau de la halte d'Eyheralde, avant de passer pour la cinquième fois au-dessus la Nive des Aldudes. Par un tracé en longues courbes à gauche, puis à droite, elle arrive au passage à niveau de la halte de Boriciriette. Toujours sur la rive droite et par des courbes, elle atteint le passage à niveau d'Ipharraguerre, avant de rejoindre par un tracé rectiligne la gare terminus, et ce en laissant une partie du bourg de Saint-Étienne-de-Baïgorry sur sa droite.

### Gares
L'embranchement comportait deux haltes intermédiaires, Eyheralde et Borciriette, et la gare terminus de Saint-Étienne-de-Baïgorry.

### Ouvrages d'art
La ligne compte cinq petits ponts sur la Nive des Aldudes, et trois tunnels d'une longueur totale de 530 mètres : 
- T10 Saint-Martin-d'Arrossa, long de 165 m ;
- T11 Berranco, long de 188 m ;
- T12 Hauscaraycoborda, long de 177 m.